# Rozalka Olaboga
Rozalka Olaboga – powieść dla dziewcząt, autorstwa Anny Kamieńskiej, z 1968 roku.
Bohaterką jest kilkunastoletnia dziewczynka - energiczna, zdecydowana, o wysokim poczuciu niesprawiedliwości - która ucieka od ciotki, by zamieszkać z matką we wsi położonej pod górami. Jej wygadanie, roztrzepanie i pomysłowość często wplątują ją w rozmaite kłopoty.

## Ekranizacje
Główny artykuł : Rozalka Olaboga (miniserial)
Książka została sfilmowana w roku 1984. Rolę Rozalki zagrała Ola Piotrowska. W głównych "dorosłych" rolach wystąpiły Krystyna Sienkiewicz i Krystyna Tkacz.